# Шангајска организација за сарадњу
Шангајска организација за сарадњу (кин: 上海合作组织; рус. Шанхайская организация сотрудничества), скраћено ШОС  (кин: 上合组织; рус. ШОС), међународна је организација коју су 15. јула 2001. основали челници Казахстана, Кине, Киргистана, Русије, Таџикистана и Узбекистана.
Индија и Пакистан су постале пуноправне чланице организације 9. јуна 2017. године. Челници организације су 17. септембра 2021. одобрили захтјев Ирана за пуноправно чланство, а до ступања земља остаје у статусу посматрача. Почетак процедуре стицања пуноправног чланства Бјелорусије у организацији најављен је 16. септембра 2022, док истовремено остаје у организацији у статусу посматрача.
Укупна територија земаља чланица ШОС је више од 35 милиона км², односно 65% територије Евроазије. Укупан број становника земаља ШОС је око 3,5 милијарди људи (2022), односно половина свјетске популације. Кинеска привреда је друга свјетска привреда по номиналном БДП, прва по БДП по паритуте купне моћи (од 2014); индијска привреда је трећа по БДП (ПКМ).
ШОС није војни блок (као нпр. НАТО) или отворена редовна безбједносна конференција (као нпр. АРФ), већ заузима међупозицију. Главни задаци организације су јачање стабилности и безбједности на ширем подручју, обједињење држава учесница, борба против тероризма, сепаратизма, екстремизма, трговине дрогом, развој економске сарадње, енергетско партнерство, научно и културно међудјеловање.

## Образовање
У 2009, на састанку у Јекатеринбургу, шефови држава — земље чланице ШОС-а одлучили да доделе статус преговарача Шри Ланци и Белорусији.
28. април 2010. потписали су Меморандум о пружању Белоруски статус преговарача у ШОС-у, да озваничи овај статус за Белорусију.
7. јун 2012, лидери земаља чланица Шангајске организације за сарадњу су потписали одлуку о додели Авганистану статус посматрача у ШОС и одлуку о додели Турској статус преговарача.

## Чланство
Државе чланице
- Индија
- Казахстан
- Кина
- Киргистан
- Пакистан
- Русија
- Таџикистан
- Узбекистан

Партнери у дијалогу
- Азербејџан
- Јерменија
- Египат
- Катар
- Камбоџа
- Непал
- Саудијска Арабија
- Турска
- Сри Ланка

У поступку стицања статуса партнера у дијалогу
- Бахреин
- Кувајт
- Малдиви
- Мјанмар
- Уједињени Арапски Емирати

Државе посматрачи
- Авганистан (дејуре)[а]
- Бјелорусија
- Иран
- Монголија

Државе кандидати за статус посматрача
- Бангладеш
- Вијетнам
- Израел
- Ирак
- Сирија
- Украјина

Посматрачи на самитима челника организације
- АСЕАН
- ЕАЕУ
- ОДКБ
- ОУН
- [[ОЕС]]
- [[СВМДА]]
- ЗНД
- Туркменистан[б]

## Војне активности
Током протеклих неколико година, активности организације су проширена и повећање војне сарадње, размену обавештајних података и борби против тероризма.
Од почетка савеза било је бројник заједничких војних вежби. Прва од њих је одржана у 2003, са првом фазом одвија у Казахстану, а друга у Кини. Од тада Кина и Русија су се удружили за велике ратне игре у 2005 (мировној мисији 2005), 2007 и 2009, под окриљем организације за сарадњу Шангају. Више од 4.000 кинеских војника учествовао на заједничке војне вежбе у 2007 (познат као „мировне мисије 2007”), која је одржана у Цхелиабинск у близини Урала, као што је договорено у априлу 2006, на састанку министара одбране ШОС-а. Руски министар одбране Сергеј Иванов рекао је да ће вежбе бити транспарентни и отворени за медије и јавност. Након успешног завршетка Ратне игре ", руски званичници су почели да говоре о томе да би и Индија требало да уђе у такве вежбе у будућности и ШОС да преузима војну улогу. У мировној мисији 2010, спроведеној од 9-25 септембра на Матибулак полигону Казахстана, више од 5.000 особља из Кине, Русије, Казахстана, Киргистана и Таџикистана спроведе заједничко планирање и оперативне маневре.
4. јуна 2014, у главном граду Таџикистана Душанбе, идеја је доведена да споји резултат од ОДКБ. Та се идеја још увек разматра.

## Циљеви организације
- јачање веза између држава чланица, међусобно поверење, пријатељство и добросуседство.
- развој мултидисциплинарне сарадње у одржавању и јачању мира, безбедности и стабилности у региону, да допринесе изградњи нове демократског, и рационалног међународног политичког и економског поретка.
- заједнички напори у борби против тероризма, сепаратизма и екстремизма у свим њеним облицима, у борби против трговине дрогом и трговине оружјем, други транснационалних криминалних активности и илегалне миграције.
- унапређивање делотворне регионалне сарадње у политици, трговини-економији, одбрани, спровођење закона, заштите животне средине, културе, науци, техници, образовању, енергетици, саобраћају, кредитима, финансијским и другим областима од заједничког интереса.
- олакшица свеобухватан и уравнотежен економски раст, друштвени и културни развој у региону кроз заједничке акције на основу равноправног партнерства за одрживи побољшање животног стандарда и побољшање услова живота народа држава чланица.
- координата приступа интеграције у светску економију.
- промовисање људских права и основне слободе у складу са међународним обавезама држава чланица и њиховом националном законодавству.
- одржавање и развијање односа са другим државама и међународним организацијама;
- сарадња у спречавању међународних сукоба и њиховог мирног насиља.
- заједничка потрага решавања проблема који се јављају у XXI веку.

## Анализа

### Релације са Западом
Сједињене Државе су поднеле захтев за статус посматрача у SCO-у, али су одбијене 2005. године.
На самиту у Астани у јулу 2005, са ратовима у Авганистану и Ираку који су наговестили неограничено присуство САД снага у Узбекистану и Киргистану, SCO је затражио од САД да постави јасан распоред за повлачење својих трупа из држава чланица SCO. Убрзо након тога, Узбекистан је затражио од САД да напусти ваздухопловну базу К2.
Извештај из 2007. наводи да SCO није дао директне коментаре против САД или њено војно присуство у региону; међутим, неке индиректне изјаве на прошлим самитима западни медији су посматрали као „танко прикривене нападе на Вашингтон”.
Једна истражитељка Европског парламента је 2015. године изразила своје мишљење да су „институционалне слабости, недостатак заједничких финансијских средстава за реализацију заједничких пројеката и сукобљени национални интереси спречили SCO да постигне виши ниво регионалне сарадње”.

## Напомена
1. ↑  Талибанску владу није признала ниједна чланица ШОС. Представници талибана нису учествовали на самиту ШОС у Душанбеу у септембру 2021. године. Истовремено, ни нове авганистанске власти ни чланице ШОС нису покренуле питање одузимања статуса посматрала Кабулу.
2. ↑  Предсједник Туркменистана годишње учествује на самитима ШОС као гост предсједавајуће земље.